# تومي هيكس
تومي هيكس (بالإنجليزية: Tommy Hicks)‏ (27 يونيو 1944 - ) هو ملاكم أمريكي، صنّف ضمن فئة الوزن الثقيل الخفيف ‏.

## روابط خارجية
- تومي هيكس على موقع بوكس ريك (الإنجليزية) (registration required)